# Conclave de 1534
Le conclave de 1534 se déroule à Rome, du 11 au 13 octobre 1534, juste après la mort du pape Clément VII et aboutit à l'élection du cardinal Alessandro Farnese qui devient le pape Paul III.

## Source
- (en) Cet article est partiellement ou en totalité issu de l’article de Wikipédia en anglais intitulé « Papal conclave, 1534 » (voir la liste des auteurs).